# Tuc de Lasauguèda
El Tuc de Lasauguèda és una muntanya de 2.762 metres que es troba entre els municipis de Lladorre, a la comarca del Pallars Sobirà i l'Arieja a França.